# Função β de Gödel
Na lógica matemática, a função β de Gödel é uma função usada para permitir a quantificação sobre seqüências finitas de números naturais em teorias formais da aritmética.  A função β é usada, em particular, para mostrar que a classe de funções aritmeticamente definidas é fechada sob recursão primitiva e, portanto, inclui todas as funções recursivas primitivas.

## Definição
A função β toma três números naturais como argumentos. É definido como
β(x1, x2, x3) = rem(x1, 1 + (x3 + 1) · x2) = rem(x1, (x3 · x2 + x2 + 1) )
onde rem(x, y) denota o restante após a divisão inteira de x by y (Mendelson 1997:186).